# Schilbe grenfelli
Schilbe grenfelli är en fiskart som först beskrevs av Boulenger, 1900.  Schilbe grenfelli ingår i släktet Schilbe och familjen Schilbeidae. IUCN kategoriserar arten globalt som livskraftig. Inga underarter finns listade i Catalogue of Life.